# Gravitomagnetisme
 For alternative betydninger, se GEM.
Gravitomagnetisme, gravitoelektromagnetisme eller "GEM", refererer til en mængde formelle analogier mellem Maxwells ligninger og en approksimeret reformulering af Einsteins ligninger for almen relativitetsteori, som er mulig under visse betingelser.
Fra ca. 2003-2006 har forskere lavet 250 eksperimenter for at finde ud af om en opdaget lille, men overraskende stor gravitomagnetismeeffekt i en roterende superledende ring holdt vand, det gjorde den. Effekten kan sikkert give en antigravitationseffekt. Det er nu op til andre forskere at teste det formodede resultat.